# 河村通夫のアタックヤング
河村通夫のアタックヤング（かわむらみちおのアタックヤング）はかつてSTVラジオのラジオ番組アタックヤングで放送されていた。パーソナリティは河村通夫。1975年4月放送開始、1981年3月放送終了。

## 放送時間
- 1975年4月～1976年3月 毎週火曜日24:00～24:50
- 1976年4月～1976年9月 毎週月曜日24:00～24:50
- 1976年10月～1978年3月 毎週水曜日24:00～24:50
- 1978年4月～1981年3月 毎週月曜日24:00～24:50

## コーナー

### 田中義剛の酪農根性
- 田中義剛が牛の話などをした。提供は農協。